# Världscupen i nordisk kombination 2005/2006
Världscupen i nordisk kombination 2005/2006 anordnades under perioden 25 november 2005- 19 mars 2006. Hannu Manninen, Finland vann den totala slutsegern i herrarnas individuella tävlingar.

## Tävlingskalender
| Datum            | Plats               | Disciplin    | Etta                | Tvåa                | Trea                |
| 25 november 2005 | Kuusamo             | Individuellt | Hannu Manninen      | Anssi Koivuranta    | Petter Tande        |
| 27 november 2005 | Kuusamo             | Sprint       | Mario Stecher       | Petter Tande        | Georg Hettich       |
| 3 december 2005  | Lillehammer         | Individuellt | Hannu Manninen      | Felix Gottwald      | Ronny Ackermann     |
| 4 december 2005  | Lillehammer         | Sprint       | Hannu Manninen      | Todd Lodwick        | Ronny Ackermann     |
| 17 december 2005 | Ramsau am Dachstein | Masstart     | Petter Tande        | Ronny Ackermann     | Magnus-H Moan       |
| 18 december 2005 | Ramsau am Dachstein | Sprint       | Magnus-H Moan       | Ola Morten Graesli  | Jason Lamy-Chappuis |
| 30 december 2005 | Oberhof             | Individuel   | Hannu Manninen      | Ronny Ackermann     | Magnus-H Moan       |
| 3 januari 2006   | Ruhpolding          | Sprint       | Felix Gottwald      | Ronny Ackermann     | Petter Tande        |
| 6 januari 2006   | Schonach            | Individuellt | Hannu Manninen      | Christoph Bieler    | Magnus-H Moan       |
| 14 januari 2006  | Val di Fiemme       | Masstart     | Hannu Manninen      | Anssi Koivuranta    | Christoph Bieler    |
| 15 januari 2006  | Val di Fiemme       | Sprint       | Hannu Manninen      | Mario Stecher       | Felix Gottwald      |
| 21 januari 2006  | Harrachov           | Sprint       | Hannu Manninen      | Georg Hettich       | Jason Lamy-Chappuis |
| 22 januari 2006  | Harrachov           | Individuellt | Hannu Manninen      | Björn Kircheisen    | Georg Hettich       |
| 28 januari 2006  | Seefeld in Tirol    | Sprint       | Hannu Manninen      | Magnus-H Moan       | Todd Lodwick        |
| 29 januari 2006  | Seefeld in Tirol    | Individuel   | Hannu Manninen      | Todd Lodwick        | Christoph Bieler    |
| 4 mars 2006      | Lahtis              | Individuel   | Magnus-H Moan       | Björn Kircheisen    | Felix Gottwald      |
| 5 mars 2006      | Lahtis              | Sprint       | Björn Kircheisen    | Petter Tande        | Georg Hettich       |
| 11 mars 2006     | Oslo                | Individuel   | Petter Tande        | Jason Lamy-Chappuis | Anssi Koivuranta    |
| 12 mars 2006     | Oslo                | Sprint       | Björn Kircheisen    | Magnus-H Moan       | Anssi Koivuranta    |
| 18 mars 2006     | Sapporo             | Masstart     | Hannu Manninen      | Björn Kircheisen    | Christoph Bieler    |
| 19 mars 2006     | Sapporo             | Sprint       | Jason Lamy-Chappuis | Hannu Manninen      | Petter Tande        |

## Slutställning
| Position | Namn                | Plats     | Poäng |
| -------- | ------------------- | --------- | ----- |
| 1        | Hannu Manninen      | Finland   | 1500  |
| 2        | Magnus-H Moan       | Norge     | 961   |
| 3        | Björn Kircheisen    | Tyskland  | 888   |
| 4        | Petter Tande        | Norge     | 812   |
| 5        | Jason Lamy-Chappuis | Frankrike | 730   |
| 6        | Georg Hettich       | Tyskland  | 711   |
| 7        | Felix Gottwald      | Österrike | 708   |
| 8        | Christoph Bieler    | Österrike | 706   |
| 9        | Mario Stecher       | Österrike | 664   |
| 10       | Anssi Koivuranta    | Finland   | 597   |